# 厄瓜多尔社会党
厄瓜多尔社会党（西班牙語：Partido Socialista Ecuatoriano，缩写为PSE）是厄瓜多尔的一个社会民主主义政党。该党成立于1926年，是厄瓜多尔现存最古老的政党。